# Astrid Freudenstein

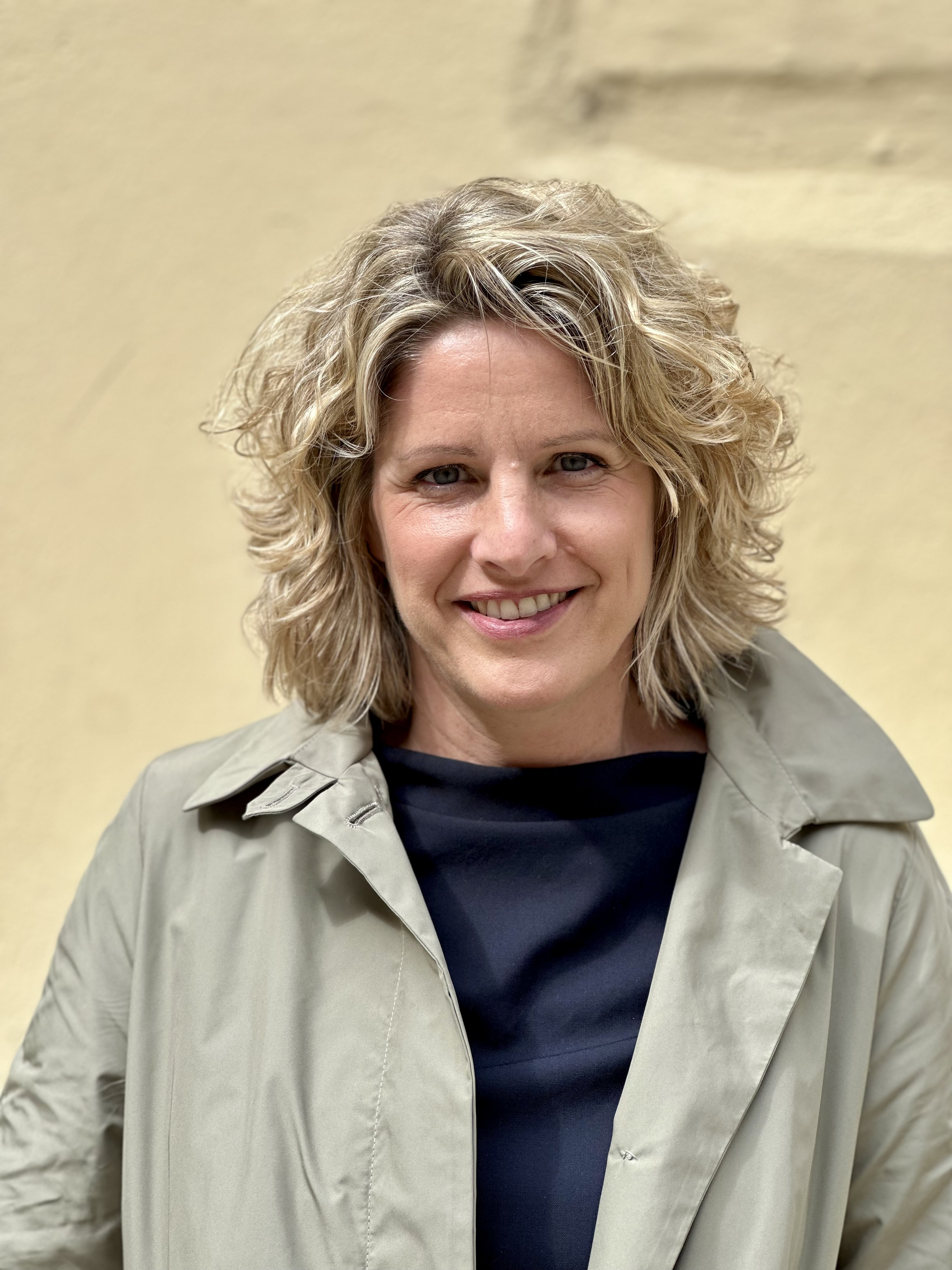
Astrid Freudenstein, 2024

Astrid Freudenstein (* 9. Oktober 1973 in Griesbach im Rottal) ist eine deutsche Politikerin (CSU). Von 2013 bis 2017 und erneut von 2019 bis 2020 war sie Mitglied des Deutschen Bundestages, dazwischen Abteilungsleiterin im Rang einer Ministerialdirektorin im Bundesministerium für Verkehr und digitale Infrastruktur. Seit dem 14. Mai 2020 amtiert sie als Zweite Bürgermeisterin der Stadt Regensburg.

## Leben und Beruf
Nach ihrem Abitur am Wilhelm-Diess-Gymnasium Pocking im Jahr 1992 absolvierte Freudenstein zunächst ein Volontariat bei unserRadio Passau. 1993 begann sie ihr Studium der Geographie und Germanistik an der Universität Passau, das sie 1998 abschloss. Neben ihrem Studium absolvierte sie als Stipendiatin der Dr.-Hans-Kapfinger-Stiftung bei der Passauer Neuen Presse ein weiteres Volontariat. Nach ihrem Studium war sie als Journalistin beim Bayerischen Rundfunk und als Autorin bei der Neuen Zürcher Zeitung tätig. Sie wurde 2009 mit der Arbeit Die Machtphysikerin gegen den Medienkanzler, in der sie den Gender-Aspekt in der Berichterstattung zum Bundestagswahlkampf 2005 analysierte, zur Dr. phil. promoviert. Ab 2010 war sie als wissenschaftliche Mitarbeiterin und Akademische Rätin Dozentin für Medienwissenschaft an der Universität Regensburg. Von April 2018 bis Juni 2019 arbeitete sie als Leiterin der Zentralabteilung im Bundesministerium für Verkehr und digitale Infrastruktur.

## Partei- und Abgeordnetentätigkeit
Astrid Freudenstein trat 2004 in die CSU ein. 2008, 2014 und 2020 wurde sie zur Stadträtin in Regensburg gewählt und war dort zuletzt  Vorsitzende der CSU-Fraktion. Vom 22. Oktober 2013 bis zum 24. Oktober 2017 gehörte sie erstmals dem Deutschen Bundestag in dessen 18. Wahlperiode an; ihr Mandat erhielt sie über Platz 9 der CSU-Landesliste. Dort war sie ordentliches Mitglied im Ausschuss für Arbeit und Soziales und im Ausschuss für Kultur und Medien sowie stellvertretendes Mitglied im Ausschuss für Verkehr und digitale Infrastruktur; seit 2014 saß sie zudem der deutsch-kroatischen Parlamentariergruppe vor. Inhaltlicher Schwerpunkt ihrer Arbeit im Bundestag war die Behindertenpolitik. Als Berichterstatterin der Unionsfraktion war sie maßgeblich am Gesetzgebungsprozess zum Bundesteilhabegesetz beteiligt. In der Verkehrspolitik setzte sie sich erfolgreich für die Aufnahme des sechsstreifigen Ausbaus der Autobahn A3 zwischen Regensburg und Nittendorf in den Bundesverkehrswegeplan ein.
Freudenstein zählte zu der Mehrheit der Bundestagsabgeordneten, die am 30. Juni 2017 für die Einführung der Gleichgeschlechtlichen Ehe votierten. Innerhalb der CDU/CSU-Fraktion gehörte sie jedoch mit 74 weiteren Befürwortern des Gesetzentwurfes zu einer Minderheit gegenüber 225 Fraktionsmitgliedern, die mit Nein stimmten.
Bei der Bundestagswahl 2017 verpasste Freudenstein den erneuten Einzug ins Parlament, rückte aber am 2. Juli 2019 für die ausgeschiedene Abgeordnete Marlene Mortler in den 19. Deutschen Bundestag nach. Dort gehörte sie erneut dem Ausschuss für Arbeit und Soziales als ordentliches Mitglied an; in den Ausschüssen für Tourismus und für Gesundheit war sie stellvertretendes Mitglied.
Bei den Kommunalwahlen in Bayern 2020 kandidierte Freudenstein für das Amt der Oberbürgermeisterin der Stadt Regensburg und lag im ersten Wahlgang am 15. März 2020 mit 29,5 Prozent der gültigen abgegebenen Stimmen in Führung. Jedoch unterlag sie in der notwendigen Stichwahl am 29. März 2020 der SPD-Kandidatin Gertrud Maltz-Schwarzfischer mit 49,3 Prozent gegenüber 50,7 Prozent der Stimmen.
In der konstituierenden Sitzung des Regensburger Stadtrats am 14. Mai 2020 wurde Freudenstein zur Zweiten Bürgermeisterin gewählt. Infolgedessen verzichtete sie am 15. Mai 2020 auf ihr Bundestagsmandat.
Astrid Freudenstein ist Mitglied im CSU-Bezirksvorstand Oberpfalz und im Landesvorstand der Frauen-Union Bayern. Am 18. Oktober 2019 wurde sie zudem als Schriftführerin ins Präsidium der CSU gewählt.

## Privates
Freudenstein ist römisch-katholisch, verheiratet und hat einen Sohn.